# Сухом
Сухом (пол. Suchom) — село в Польщі, у гміні Цекцин Тухольського повіту Куявсько-Поморського воєводства.
У 1975-1998 роках село належало до Бидгощського воєводства.